# Видео-кодек
Видео-кодек, или само кодек је заједничка именица за велики број различитих поступака за кодовање видео материјала. Под видео-материјалом се подразумева да је у дигиталном облику, јер се само дигитални видео може адекватно кодовати. Сврха примене кодовања је смањивање величине протока неопходног за пренос дигиталног видео-материјала. 
Постоји веома велики број кодека, али најпознатији су: МПЕГ-2, МПЕГ-4, H.264 , Дирак...
Већина кодека са базира на несавршеноси људског ока, као на још неким особинама слике које се могу искористити за адекватну компресију.